# Пјано дела Рока (Лука)
Пјано дела Рока је насеље у Италији у округу Лука, региону Тоскана.
Према процени из 2011. у насељу је живело 326 становника. Насеље се налази на надморској висини од 114 м.